# Корпус Чувара Исламске револуције
Корпус Чувара Исламске револуције (перс. سپاه پاسداران انقلاب اسلامی, краће Сепах), познат још и као Револуционарна гарда или Иранска револуционарна гарда, у Ирану такође и као Пасдаран, грана је оружаних снага Исламске Републике Иран, основана након Иранске револуције 5. маја 1979. године. Док је Војска Исламске Републике Иран бранила границе Ирана и одржавала унутрашњи ред, према иранском уставу, Револуционарна гарда је за циљ имала заштиту исламског система у земљи. Припадници ове јединице тврде како је њихова улога у заштити исламског система спријечавање страног мијешања, као и спријечавање удара стране војске или „девијантног понашања”.
Револуционарна гарда има око 125.000 припадника укључујући копнене, ваздушне и поморске снаге. Њене поморске снаге су примарне снаге са задатком да врше оперативну контролу Персијског залива. Такође, има контролу на паравојном милицијом Басиџ, која има око 90.000 активних припадника. Медијско крило Гарде су „Сепах новости”.
Како је поријекло ове јединице идеолошко, Чувари Исламске револуције имају висок положај у готово сваком аспекту иранског друштва. Повећања друштвеног, политичког, војног и економског знајача Гарде за вријеме предсједника Махмуда Ахмадинежада — посебно током предсједничких избора 2009. године и постизборних протеста — навело је многе аналитичаре на мисао да је политичка моћ Чувара Исламске револуције већа од моћи Старатељства судија.
Командант Гарде је Мохамед Али Џафари, а његов претходник је био Јахја Рахим Сафави.